# 因巴赫河

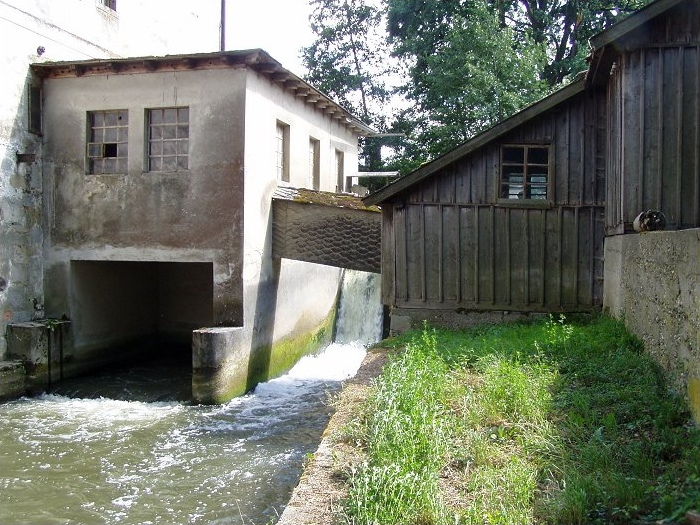

因巴赫河是奧地利的河流，位於上奧地利州，河道全長約53公里，發源自加斯波爾茨霍芬附近，最終在威爾赫林注入多瑙河，河道全長53公里，流域面積196平方公里。

## 外部連結
- Upper Austria Fishery Federation
- WWF Riverwatcher[永久]

48°19′16″N 14°09′39″E / 48.3212°N 14.1609°E